# 語義變化
语义变化又稱語義變遷、語意變化、語意變遷，是语言变化的一种形式，即词语語意的演变，通常是指一個詞語的现代含義与以前的用法完全不同。在歷史語言學中，语义变化是指一个词的某一个含义的变化。有很多詞彙有多種含義，这些詞彙的含義可以随着时间的推移而增加、減少或改变。 